# Quercus irazuensis
Quercus irazuensis là một loài thực vật có hoa trong họ Cử. Loài này được Kuntze miêu tả khoa học đầu tiên năm 1891.